# Norbert Zoula
Norbert Zoula (1854, Štýrský Hradec – 14. února 1886, Pine View, Kalifornie, USA) byl český socialnědemokratický autor písňových textů a publicista, příznivec anarchismu.

## Život

### Nejasné životopisné údaje
Životopisné údaje Norberta Zouly se podle jednotlivých zdrojů často liší, většinou jsou neznámé nebo nedostatečně ověřené.
Literatura uvádí rok narození 1854 (bez udání dne a měsíce), jako místo Štýrský Hradec (Graz). Dobový tisk uvádí i jiné údaje o věku. Např. Dělnické listy udávají v roce 1879 mu bylo 22 let (tedy narozen 1857 nebo 1856). Pravděpodobně však jde o tiskovou chybu.
Jako místo narození je v literatuře též uváděno Lštění (okres Benešov). Lštění byla domovská obec, ve které Norbert Zoula v mládí pobýval a do které byl z Prahy vypovězen. V indexu narozených v roce 1854 ve Lštění nebylo toto jméno nalezeno.
Pokud jde o úmrtí, zdroje se shodují na roce 1886 (opět bez přesného dne a měsíce), i když existuje i údaj o tom, že zemřel v roce 1885. Pouze databáze NK uvádí přesné datum smrti, bez uvedení zdroje. Ani místo úmrtí (Pine View, Kalifornie, USA), udávané v literatuře, se nepodařilo jednoznačně identifikovat (v Kalifornii neexistuje obec tohoto jména a místní název Pine View je užit vícekrát).
Jako povolání je převážně uváděn stříbrník (stříbrnický dělník). Některé zdroje ale uvádějí, že Norbert Zoula byl zlatník.
Lze usuzovat, že Zoulovi rodiče žili nejprve ve Štýrském Hradci (Graz), kde se narodil, později ve Vídni (při návštěvě rodičů ve Vídni v roce 1880 byl Zoula zatčen a odeslán do Prahy).

### Manželství
Podle jednoho zdroje byl Norbert Zoula ženat (bez udání jména manželky) a ve Vídni se mu roku 1881 (v době jeho uvěznění) narodil syn Lev.
Podle jiného zdroje se oženil až v USA. Tomu nasvědčuje záznam o narození a úmrtí syna Herberta rodičům Norbertu Zoulovi a Anně Mana(?) v Chicagu, (13.4.1885-2.9.1885). Ostatní zdroje se o rodinném životě nezmiňují.

### Socialista
Již v roce 1878 se zúčastnil ustavujícího sjezdu československé sociální demokracie v Břevnově. Následně byl držen ve vyšetřovací vazbě pro podezření ze zločinu velezrady. Během vojenské služby byl vyšetřován pro rozšiřování socialistického tisku. Nebyl odsouzen, ale byl degradován z hodnosti četaře.
V roce 1880 odešel do Vídně. Krátce na to, v srpnu 1880 odcestoval legálně do Švýcarska; jako důvod uvedl, že nemohl sehnat zaměstnání. Pravděpodobně po návratu ze Švýcarska byl Vídni byl zatčen a po převozu do Prahy odsouzen za tajné spolčování. Po odpykání desetiměsíčního trestu byl v prosinci 1882 vypovězen z Prahy do Lštění u Benešova.
Po propuštění z vězení, v roce 1883, emigroval Norbert Zoula nejprve do Švýcarska, pak do USA. V Chicagu založil (spolu s J. Mikolandou a J. Randou) noviny Budoucnost. Tím chtěl navázat na Budoucnost, která byla v Praze zakázána roku 1881. První číslo časopisu vyšlo 16. června 1883 s podtitulem Sociální časopis hájící zájmy pracujícího lidu, od roku 1884 se hlásil otevřeně k anarchismu podtitulem Orgán anarchistů jazyka českého. Pod jmény jako Jitřenka Svobody, Duch volnosti, Sokol Americký, Čechoslovan byl list též zasílán do Evropy. V roce 1886 z finančních důvodů zaniknul.

### Závěr života
V roce 1885 se Norbert Zoula vzdal redigování Buducnosti a odjel do Kalifornie. Zde podlehl tuberkulóze, kterou se nakazil již ve vězení.

## Dílo

### Noviny a časopisy
Publikoval zejména v Budoucnosti a Dělnických listech pod pseudonymy "Cink", "Mephisto", "Táborský" aj.
V letech 1883-1885 redigoval v Chicagu časopis Budoucnost.

### Písňové texty
Norbert Zoula byl autorem řady písňových textů, z nichž nejznámější se stala píseň Vězeňská. Tu proslavil zejména román Antonína Zápotockého (a jeho filmové zpracování) Vstanou noví bojovníci, který ve svém názvu tuto píseň cituje. Zoulovy písně především kritizovaly státní aparát Rakousko-Uherska a byly mezi veřejností rozšířeny.

### Překlady
Překládal zejména písňové texty z němčiny. Je autorem volného překladu Marseillaisy.

## Posmrtná vzpomínka
- Lidové noviny uctily padesáté výročí smrti Norberta Zouly sloupkem Norbert Zoula.[17]
- Ulice Zoulova je v Plzni

## Zajímavost
V Dělnických listech z 1. 9. 1880 se po prvním odjezdu do Švýcarska Norbert Zoula loučil slovy:
| „ | (Zasláno) Odcházeje do ciziny volám všem soudruhům z Prahy a z venkova, s nimiž nebylo mně možno se sejíti a rozloučiti "Na zdar!" Působení našemu otevřen jest celý svět a všude dosti půdy. Norbert Zoula | “ |

Jeho loučení ale bylo předčasné, protože před definitivním odjezdem do USA byl ještě zatčen a v Praze uvězněn.